# 三つ数えろ
『三つ数えろ』（みっつかぞえろ、The Big Sleep）は、1946年のアメリカ合衆国のサスペンス映画。監督はハワード・ホークス、出演はハンフリー・ボガートとローレン・バコールなど。原作はレイモンド・チャンドラーの『大いなる眠り』。プロットが大変込み入っていることでも有名である。
1997年にアメリカ国立フィルム登録簿に登録されている。

## ストーリー
戦争が終わった1940年代。ロサンゼルス。地方検事と衝突して検事局の調査員を辞職、私立探偵を開業したフィリップ・マーロウがスターンウッド将軍の邸宅を訪れる。屋敷には大富豪の娘として我儘に育った姉のヴィヴィアンと妹のカルメンが住んでいるが、この美しい姉妹は同時に老人の頭痛の種でもあった。将軍は古書店主のガイガーがカルメンに対しバクチの借金の催促の名目で脅迫してきたと探偵に打ち明けて解決を依頼する。将軍の用心棒でお気に入りのリーガンはマーロウとも旧知の仲だが、最近になって賭博師のマースの妻と一緒に姿を消しており雲行きがおかしい。契約を交わし帰ろうとするマーロウを姉のヴィヴィアンが引きとめる。館では用心棒だけでなく運転手も消えていたと知るマーロウ。姉は妹と違い相当なしたたか者らしい。
図書館で古い本の情報を仕込んだ探偵は古書店街に足を運ぶ。正体を隠してガイガーのアジトを訪問するが本人は不在。応対に出たアグネスは客のマーロウを邪険にして追い払う。暗くなってから帰ってきたガイガーを尾行するとラバーン・テラスの一軒家にたどり着く。雨の中、別の車がやって来るが、運転していたのはカルメンだった。外から窺っていたマーロウは、銃声と悲鳴を聞くと家の中に走りこむ。裏庭から立ち去る2台の車。家の中にはチャイナドレスで素足を放り出し酩酊状態のカルメンと射殺死体となっているガイガー。胸像に仕込んだ隠しカメラからはフィルムが抜き取られていた。無人の一軒家、淫靡な隠しカメラ、脅迫者の死体、酩酊した大富豪の娘、他には誰もいない。
マーロウは意識の戻らない娘を彼女の車でスターンウッド邸まで連れ帰ると「何も無かったことにしろ」とヴィヴィアンに釘をさす。自分の車を取りに雨の中を歩いて戻ってみると現場からはガイガーの死体が消えていた。その夜、事務所にいたマーロウを調査員時代からの知り合いであるバーニー刑事が訪れ、スターンウッド家のクルマと運転手が波止場で発見されたと知らせてくれた。運転手のテーラーの死体を見に行ったマーロウ達は、テーラーの死は自殺とも他殺とも判断がつかないと話し合う。
翌朝、事務所に出勤したマーロウを待っていたヴィヴィアンは、隠しカメラで写したカルメンの写真を5000ドルで買い取るようにとの脅迫状が届いたと相談する。再びガイガーのアジトを訪問すると、応対に出たアグネスの様子から逃走の準備を察知。再び尾行して新たな脅迫者ブローディのアパートを突き止める。脅迫者との交渉の前に昨夜の惨劇のあったラバーン・テラスに足を向けたマーロウをカルメンが待っていた。二人で事件を検証するため家屋の様子を見て廻る中、家主であるマースとその子分たちが入ってくる。マーロウは自分の正体を隠したままマースの様子を窺うが、互いに尻尾をつかませない。
脅迫事件に戻ってブローディのアパートに乗り込むと、今度は別の男がブローディを殺してしまう。犯人を捕まえて警察に引き渡すマーロウ。最初の脅迫者ガイガーは昨日死んで、新たな脅迫者ブローディが今日死んだ。事件は終わったと小切手を渡すヴィヴィアンにマーロウは納得していない。証拠は無いが、2人の脅迫者を殺した黒幕はマースと睨んでおり、事件を決着させたいスターンウッド家が地方検事にかけた圧力をかわして、マースとカジノで会う約束を取り付ける。
カジノの先客であるヴィヴィアンとマースの悶着から、逆に二人が裏で取引きをしていると感づいたマーロウは、車の中で彼女を問い詰めるが頑として口を割らない。ヴィヴィアンに惹かれているマーロウは彼女を車の中で抱きしめる。ヴィヴィアンを送って事務所に戻ったマーロウをマースの子分たちが襲う。痛めつけた後で手を引けと脅迫して去っていく様子をガイガーの子分ハリーが見ていた。ハリーはアグネスの命令で、マーロウにリーガンの情報を売りにきていた。マーロウは200ドルでアグネスから情報を買う約束をして、1時間後に待ち合わせする。
指定場所の事務所に着くと、ハリーはマースの部下のカニーノというギャングに銃をつきつけられていた。「助かりたければ三つかぞえろ」とアグネスの居場所を教えるよう脅され、ハリーはアパート名と部屋番号を告げる。マーロウは物陰に隠れ、2人の様子を見ていた。カニーノは、ハリーに酒を飲ませて去っていく。その酒には毒が入っており、ハリーは絶命する。マーロウはハリーが語ったアパートに連絡してみるが、そこにアグネスは住んでいなかった。ハリーは、嘘をついて婚約者のアグネスを守っていた。
アグネスに200ドルを渡し、マースの妻の居場所を自動車修理工場の裏だと聞き出す。マーロウは、車でその場所へ向かう。マーロウは目的地の前でわざと車をパンクさせ、ガレージにいる男に声をかける。そこには、カニーノの姿もあった。カニーノはマーロウを殴り、裏の家に監禁する。そこには、アグネスの言った通り、マースの妻がいた。しかし、彼女とリーガンが駆け落ちしたというのはマースの偽装工作だった。そしてその家にはヴィヴィアンまでいた。ヴィヴィアンはマースの言いなりになっていたが、ようやくマーロウの話を信用し、彼の逃亡を手伝う。縄を切ってもらったマーロウは、20数えたら悲鳴をあげるようヴィヴィアンに指示を出し、外へ出て車の中の銃を手にする。そしてヴィヴィアンの悲鳴で駆けつけたカニーノを銃殺し、ヴィヴィアンとラバーン・テラスに赴く。
マーロウは『自分は自動車修理工場にいるが』話し合いたい、と先回りしているラバーン・テラスを指定してマースを電話で呼び出す。カジノとロード・サイドから向かった場合は、自分が先に到着するとマースに油断させるためだ。到着したマースは、四方に部下を配置し、「最初に飛び出してきた男を撃ち殺す」よう指示を出して家の中へ入る。待ち伏せしていたマーロウは、マースに銃を突きつけ、真実を明らかにしていく。
- 行方不明になったリーガンは、彼に惚れていたカルメンによって殺された
- しかしカルメンは酩酊状態でその時のことを何も覚えておらず、自身が殺したことに気づいていない
- マースはリーガンの死体を処分し、それをネタにヴィヴィアンをゆすり始めた
- 殺されたガイガーやブローディも、スターンウッド家の資産目当てで娘たちに近づき金を巻き上げていた

一連の事件の黒幕は、やはりマースだった。マーロウは「助かりたければ三つ数える間に外へ出ろ」とマースに告げカウントを始め、玄関から最初に家から飛び出させる。マースは「俺だ！」と叫びながら外へ出るが、部下に蜂の巣にされる。マーロウは「リーガン殺しはマースだ」と全てはマースの仕業としてバーニー刑事に報告する。そして、ヴィヴィアンにカルメンを病院で療養させるよう忠告する。

## キャスト
| 役名                         | 俳優                 | 日本語吹替 |
| ---------------------------- | -------------------- | ---------- |
| フィリップ・マーロウ         | ハンフリー・ボガート | 久米明     |
| ヴィヴィアン・スターンウッド | ローレン・バコール   | 大塚道子   |
| エディ・マース               | ジョン・リッジリー   | 羽佐間道夫 |
| カルメン・スターンウッド     | マーサ・ヴィッカーズ | 小原乃梨子 |
| バーニー・オールズ主任警部   | レジス・トゥーミイ   | 大木民夫   |
| モナ・マース                 | ペギー・クヌードセン | 前田敏子   |
| 本屋の店員                   | ドロシー・マローン   |            |
| ハリー・ジョーンズ           | エリシャ・クック・Jr | 永井一郎   |

- 日本語吹替：初回放送1967年5月28日『日曜洋画劇場』

## 作品の評価
Rotten Tomatoesによれば、67件の評論のうち高評価は97%にあたる65件で、平均点は10点満点中8.8点、批評家の一致した見解は「脚本、監督、主演の三者が完璧にマッチした『三つ数えろ』は、フィルム・ノワールの金字塔であり、その厳然たる生命力は今も衰えていない。」となっている。
Metacriticによれば、19件の評論のうち、高評価は18件、賛否混在は1件、低評価はなく、平均点は100点満点中86点となっている。

## その他
1945年版と1946年版の2種類がある。正規版DVDが発売中で、大変珍しい両面1層となり、A面に1945年版、B面に1946年版が入っている。なお、現在はパブリックドメインであることから激安DVDも発売中で、こちらは1946年版となる。
原作者チャンドラーは、ボガートが自分の考えるマーロウ像より背が低いことから、当初はこのキャストに難色を示した。冒頭にはボガート演じるマーロウが「背が低いのね」と言われるシーンがあるが、原作の同じ場面では「背が高いのね」と言われている（辛辣な女性に対してマーロウは「努力はしているんだが」と、とぼけてみせる）。
「テーラーの死」は原作でも死因がはっきりと書かれていないため、ホークスはチャンドラーに問い合わせたが、チャンドラー自身も「わからない」と答えたという。公園でボートを漕いでいたボガートが「運転手はどうなったんだ」と聞かれた際、この20世紀で最も人気のあった俳優は誰に言うともなく「俺だってしらねえよ」ともらしたとされる。
ローレン・バコール演じるヴィヴィアンはホークス的女性像だと評されている。